# Hindu-Shahi

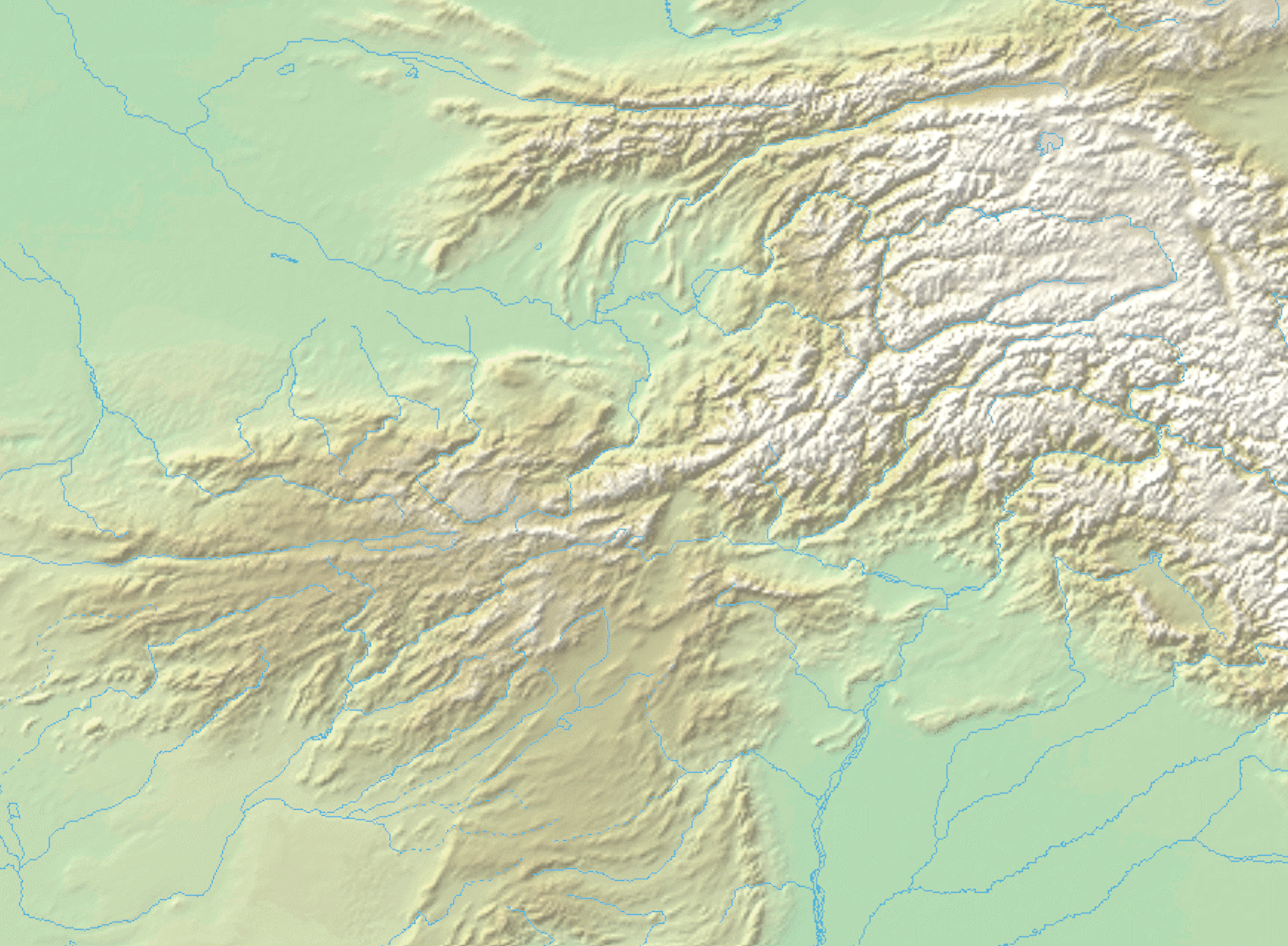
Karte Ostafghanistans mit den Bergen des Hindukusch und den Flüssen des Panjab

Die Hindu-Shahi (persisch کابل شاهى) oder Kabul Schahan (persisch کابل شاهان) (Schah = König) waren eine hinduistische Dynastie, die in der Zeit zwischen ca. 870 und 1026 in Kabulistan, heutiges Afghanistan und im Panjab regierte und die sogenannten Turk-Schahi ablösten.

## Geschichte
Die Hindu-Shahi werden bei den Chronisten al-Bīrūnī und Kalhana erwähnt. Sie leisteten jahrhundertelang erfolgreich Widerstand gegen die Islamisierung und gegen die arabischen Eroberungen. Bei ihrem Widerstand benutzten die hinduistischen Kabulschahan Ratbil Shah, Zanburak Shah und Zanbilak Shah (allesamt abgeleitet von Zunbil) die Festungen und Gemäuer in und um Kabul. Heute kann man die Ruinen der kilometerlangen „Großen Mauer“ z. B. mit Hilfe von Satellitenbildern noch gut sehen. Diese Mauer steht auf dem Berg von Sher-Darwaza, gegenüber dem Berg Assamai.
Der Dynastie-Gründer war der Brahmane Lalliya (reg. ca. 870–902, al-Bīrūnī nennt ihn Kallar). Er war Minister des letzten Turk-Schahi-Königs von Kabul, tötete diesen wegen seines schlechten Verhaltens und besetzte selbst den Thron. Da die Muslime (Saffariden) ab dem Jahr 870 Kabul für knapp zehn Jahre besetzt hatten, verlegte er seine Hauptstadt nach Udabhanda bei Attock am Indus. Zu der Zeit dehnte auch der König von Kaschmir, Samkaravarman (reg. 883–902) seine Macht wieder auf den Panjab aus, vertrieb dort einen von Lalliya eingesetzten Vasallen und besetzte anschließend sogar Kabul. Der Misserfolg Lalliyas war wohl dem Umstand zuzuschreiben, dass er als Usurpator keine besondere Unterstützung genoss.
Aber Samkaravarmans Nachfolger in Kaschmir schlossen um das Jahr 902 einen Kompromiss mit den Hindu-Shahis: formell gliederten sie Afghanistan durch Einsetzung von Lalliyas Sohn Toramana als neuen König Kamaluka (reg. ca. 902–940) wieder an, praktisch wurde es unabhängig. Kurz danach (um 906) brachen Wirren in Kaschmir aus und die Hindu-Shahis konnten den Panjab übernehmen. Dazu kam um 950 ein langlebiges Heiratsbündnis mit dem Königshaus von Kaschmir: König Bhima Devas (reg. ca. 940–965) Enkelin Didda von Lohara (reg. ca. 958–1003) stieg zur Königin von Kaschmir auf; Bhima Deva selbst soll sogar Kaschmir besucht und dort Vishnu einen Tempel gestiftet haben. Nach Königin Didda kam dann ihr Neffe (auch: Adoptivsohn) Sangrama Raja (reg. 1003–1028) in Kaschmir an die Macht, der das Bündnis mit den Hindu-Sahis aufrechterhielt.
Als die größere Bedrohung der Hindu-Shahis erwiesen sich die Muslime, konkret die Ghaznawiden unter Alp-Tigin (reg. 963–977) und Sebük Tigin (reg. 977–997), welche ein unabhängiges Sultanat in Ghazna begründet hatten. Sie brachten den Hindu-Shahis und ihren Verbündeten in den Jahren 973, 991 und 1008 schwere Niederlagen bei und dehnten ihre Macht über das Kabul-Tal aus, auch wenn die Hindus das Bergland zumindest im Winter relativ leicht verteidigen konnten. Die Könige Jaya Pala (reg. 965–1001/2) und Trilochana Pala (reg. 1008/13–1021) residierten wegen dieser ständigen Bedrohung bereits in Lahore bzw. Sarhind. Trilochana Pala wurde bei den Eroberungsfeldzügen des Mahmud von Ghazni (reg. 998–1030) im Jahr 1021 getötet, seine Söhne flohen nach Kaschmir und fünf Jahre später (1026) fiel mit Bhima Pala der letzte König der Dynastie.
Die Hindu-Shahis galten gleichermaßen als Förderer des Hinduismus und des Buddhismus (z. B.Subahar-Kloster persisch سوبهار), heute Tapa Sardār Tapeh ye Sardar (persisch تپه سردار), in Ghazna oder Ghaznein (heute Ghazni), mit ihrem Untergang setzte sich der Islam im afghanischen Bergland durch. Die Tapeh (Hügel) bzw. Tapah ye Shahbahar (Carl Ritter und Johann Martin Honigberger machten Tapeh oder Tapah zu Tope und schließlich jene Hügel, auf die buddhistische Meditationsstelle gebaut waren, bezeichnete Honigberger als Stupa. Das Gebäude in Shiwaki in Hindaki in Kabul Bagrami wird als Shahbahar persisch شاه بهار "König's Frühling") genannt. Und in Balch hieß die Meditationstelle Naubahar oder Tacht-e Rostam (Balch) oder Naubahar. Tapah ye Rostam und Tacht ye Rostam.

## Könige
- Lalliya (auch: Kallar, reg. ca. 870–902)
- Samand (reg. ?)
- Kamaluka (reg. ca. 902–940)
- Bhima Deva (reg. ca. 940–965)
- Jaya Pala (alias Jaipal) (reg. ca. 965–1001/2)
- Ananda Pala (reg. 1001/02–1012)
- Trilochana Pala (Tarojanapal) (reg. 1008/13–1021)
- Bhima Pala (reg. 1021–1026)